# Stephen Martin (hokeista na trawie)
Stephen Alexander „Sam” Martin (ur. 13 kwietnia 1959 w Bangor) – brytyjski hokeista na trawie. Dwukrotny medalista olimpijski.

## Kariera sportowa
Grał w reprezentacji Wielkiej Brytanii (94 razy) i Irlandii (135 spotkań), z drugą był m.in. uczestnikiem mistrzostw świata w 1990. Brał udział w trzech igrzyskach (IO 84, IO 88, IO 92), dwa razy zdobywał medale: brąz w 1984 oraz złoto w 1988. W barwach Wielkiej Brytanii był medalistą Champions Trophy w 1984 i 1985.